# Швалёв, Алексей Владимирович
Алексей Владимирович Швалёв (род. 25 мая 1987, Ленинград) — российский хоккеист, защитник.

## Биография
Занимался в школах «Вымпел» (Москва, 1999—2000), СКА (2000—2001). С 2002 года — в ярославском «Локомотиве». В сезоне 2002/03 дебютировал в первой лиге, проведя за «Локомотив-2» один матч. В сезоне 2005/06 провёл за «Локомотив» 35 матчей. В следующем сезоне перешёл из «Локомотива-2» в «Металлург» Новокузнецк. В сезоне 2007/08 провёл 10 матчей за «Локомотив-2», два — за «Локомотив», ставший серебряным призёром чемпионата России и 12 — за «Сибирь». В сезоне 2008/09 играл за «Дизель», «Дизель-2» и «Капитан» Ступино. Сезон 2009/10 начал в «Кристалле» Саратов, после Нового года играл за «Локомотив» в КХЛ. В сезоне 2010/11 выступал в аренде в финских клубах ХПК и «Хокки». Вернувшись в Россию, играл в командах ВХЛ «Динамо» Балашиха (2011/12 — 2014/15), «Спутник» Нижний Тагил (2015/16), «Саров» (2016/17 — 2017/18), «Металлург» Новокузнецк (2018/19). В сезоне 2019/20 выступал в белорусских клубах «Металлург» Жлобин и «Химик» Новополоцк, после чего завершил карьеру.